# Anna Njie
Anna Njie (geb. im 20. Jahrhundert) ist eine gambische Juristin.

## Leben
Njie studierte in Großbritannien und erhielt 2006 einen Bachelor of Laws (LLB) an der University of London. 2007 schloss sie zusätzlich ein Studium in Banking, Economics and Law an der London Metropolitan University mit einem Bachelorabschluss ab. Ihre juristische Ausbildung schloss sie an der Sierra Leone Law School in Freetown ab. 2019 erhielt sie einen Master of Laws (LLM) in Arbeitsrecht an der Middlesex University.
2009 erhielt sie die Zulassung als Anwältin für Sierra Leone und Gambia. Sie stieg im selben Jahr in die Anwaltskanzlei Amie Bensoudas ein. 2017 wurde sie dort Senior Associate. 2017 war sie eine der Anwältinnen Ousainou Darboes in einem Gerichtsverfahren.
Njie war Teil einer Untersuchungskommission der finanziellen Aktivitäten des früheren Präsidenten Yahya Jammeh. Außerdem ist sie Vorstandsmitglied der Gambia Bar Association.
Von 2013 bis 2020 war sie Schatzmeisterin und Leiterin des Legal Aid Committee der Nichtregierungsorganisation Female Lawyers Association Gambia (FLAG). Seit Januar 2022 ist sie Präsidentin von FLAG.